# Centurion, Gauteng
Centurion (în trecut Verwoerdburg) este un oraș în partea de NE a Africii de Sud, în Provincia Gauteng.